# Tricolia capensis
Tricolia capensis, common name the pheasant shell, là một loài ốc biển, là động vật thân mềm chân bụng sống ở biển thuộc họ Phasianellidae.